# Johnny Doran
Pour les articles homonymes, voir Doran.
Johnny Doran, né en 1907 à Rathnew (comté de Wicklow) et décédé le 9 janvier 1950, est un musicien irlandais, sonneur de uilleann pipes.

## Biographie
Johnny Doran vient au monde en 1907 à Rathnew, comté de Wicklow. Il fait partie d'une famille de Travellers, renommée pour son héritage musical. Son père, John Doran, et son frère Felix sont des sonneurs de pipes célèbres, tout comme son arrière-grand-père, John Cash (né à Wexford en 1832).
À vingt ans, Johnny Doran est un musicien itinérant, se déplaçant avec sa famille, de ville en ville, dans une roulotte tirée par un cheval, et jouant dans des foires ou pour des événements sportifs tels que des courses. Sa virtuosité est, semble-t-il, à l'origine de la passion pour les uilleann pipes du jeune Willie Clancy et semble avoir décidé ce dernier à en faire sa carrière.
Le 30 janvier 1948, la caravane de Johnny Doran est détruite par un mur de briques, dans la région de Dublin, et Johnny Doran, qui se trouve à l'intérieur, est blessé. La partie inférieure de son corps restera paralysée. Il meurt des suites de cet accident le 9 janvier 1950, à Athy (comté de Kildare) et est enterré dans le cimetière de Rathnew.
Il n'a enregistré qu'un seul album. En 1947, son ami, le fiddler et joueur de concertina John Kelly, étant inquiet de l'état de santé du piper, contacte Kevin Danaher qui travaille pour l'Irish Folklore Commission, et le convainc d'organiser un enregistrement (The Master Pipers Volume 1). Un second album est prévu, mais l'accident de 1948 l'empêche d'être mené à bien.
Durant sa vie, Johnny Doran fut l'un des musiciens traditionnels irlandais les plus en vue. Sur base de son enregistrement, Breandán Breathnach le classa aux côtés de Michael Coleman comme l'un des plus grands musiciens traditionnels irlandais. Son style, alliant virtuosité et fluidité, a influencé Paddy Keenan et Davy Spillane, deux pipers contemporains.

## Discographie
- The Master Pipers Volume 1 (1947)